# 소로르쿨라긴가락박쥐
소로르쿨라긴가락박쥐(Miniopterus sororculus)는 긴가락박쥐과에 속하는 박쥐의 일종이다. 마다가스카르섬의 토착종이다.

## 특징
작은 크기의 박쥐로 몸길이가 105~115mm, 전완장이 42~55mm이다. 꼬리 길이는 51~58mm, 발 길이가 6~8mm, 귀 길이가 10~12mm이다. 몸무게는 최대 9.1g이다.